# Comuna Petrivka, Kompaniivka
Petrivka (în ucraineană Петрівка) este o comună în raionul Kompaniivka, regiunea Kirovohrad, Ucraina, formată din satele Injenerivka, Nahleadivka, Pavlivka și Petrivka (reședința).

## Demografie
Componența lingvistică a comunei Petrivka
     Ucraineană (97,31%)
     Română (1,58%)
     Alte limbi (1,11%)
Conform recensământului din 2001, majoritatea populației comunei Petrivka era vorbitoare de ucraineană (97,31%), existând în minoritate și vorbitori de română (1,58%).